# Tube Screamer

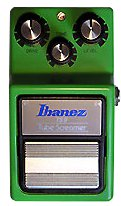
Ibanez Tube Screamer TS9

Ein Tube Screamer ist ein Effektgerät zur Verzerrung des Audio-Signals für die E-Gitarre oder das Pedalboard des Gitarrenrigs. Entwickelt wurde das Overdrive-Pedal von der Firma Maxon, und unter dem Branding der Firma Ibanez vermarktet. Es wird in unterschiedlichen Varianten von Ibanez wie auch von anderen Herstellern produziert und gehört zu den meist kopierten Pedalen.

## Beschreibung
Das Pedal emuliert die nichtlinearen Verzerrungen eines übersteuerten Röhrenverstärkers und produziert ein künstliches Obertonspektrum mit einem warmen Zerrklang. Das Gerät verfügt über drei Regler: Level, Tone und Drive. Der Lautstärkeregler (Level) regelt das verzerrte Signal, lässt das originale Signal aber unverändert und ermöglicht damit eine Anpassung gegeneinander. Der Tonregler (Tone) verändert den Frequenzbereich des oberen Mittenspektrums und erlaubt Klangvariationen von bissig-scharf bis butterweich. Mit Hilfe des Drive-Reglers wird der Grad der Verzerrung gesteuert. Unabhängig vom eingestellten Verzerrungsgrad bleibt der Dynamikumfang des Effektsignals im Gegensatz zu einem Distortion Pedal in vollem Umfang erhalten.
Seitlich befindet sich die Eingangsbuchse für die Gitarre (IN) und gegenüber die Ausgangsbuchse (OUT) zum Verstärker. (beides 1/4" TS-Klinkenbuchsen) Die IN - Buchse verfügt zusätzlich über einen Schaltkontakt, der die eingebaute Batterie abschaltet, sobald kein Instrument mehr angeschlossen ist, um diese zu schonen. Mit dem Fußschalter auf der Oberseite kann zwischen Normalsignal und verzerrtem Signal umgeschaltet werden. Eine grelle LED zeigt auch auf sehr hell ausgeleuchteten Bühnen den Betriebszustand an. Die Stromversorgung erfolgt entweder über eine eingebaute 9-V-Batterie (IEC 6F22) oder ein externes 9-V-Netzteil. Der TS808DX kann mit einem Anpassungsschalter auch mit 18 V = Betriebsspannung versorgt werden.